# Koprodukcja
Koprodukcja (ang. coproduction) – wspólne przedsięwzięcie produkcyjne kilku podmiotów (osób, przedsiębiorstw). Także wynik takiej współpracy.
Termin używany głównie w odniesieniu do produkcji filmowej, teatralnej, operowej itp. Celem koprodukcji najczęściej jest rozłożenie kosztów produkcji na koproducentów.